# ورونیکا فیتس
ورونیکا فیتس (آلمانی: Veronika Fitz؛ ۲۸ مارس ۱۹۳۶ – ۲ ژانویهٔ ۲۰۲۰) بازیگر اهل کشور آلمان بود.
از فیلم‌ها یا برنامه‌های تلویزیونی که وی در آنها نقش داشته‌است می‌توان به قلعه اشباح و دکتر انگل دامپزشک اشاره کرد.